# Powłocznicowate
Powłocznicowate (Peniophoraceae Lotsy) – rodzina grzybów znajdująca się w rzędzie gołąbkowców (Russulales).

## Systematyka
Według aktualizowanej klasyfikacji Index Fungorum bazującej na Dictionary of the Fungi do rodziny tej należą rodzaje:
- Amylofungus Sheng H. Wu 1996
- Asterostroma Massee 1889 – gwiazdoszczetka
- Baltazaria Leal-Dutra, Dentinger & G.W. Griff. 2018
- Dendrophora (Parmasto) Chamuris
- Dendrophysellum Parmasto 1968
- Dichostereum Pilát 1926
- Duportella Pat. 1915
- Entomocorticium H.S. Whitney, Bandoni & Oberw. 1987
- Gloiothele Bres. 1920 – balonikowiec
- Lachnocladium Lév. 1846
- Licrostroma P.A. Lemke 1964
- Michenera Berk. & M.A. Curtis 1868
- Peniophora Cooke 1879 –  powłocznica
- Sceptrulum K.H. Larss. 2014
- Scytinostroma Donk 1956 – skórówka
- Vararia P. Karst. 1898 – widłoszczetka

Nazwy polskie według W. Wojewody z 2003 r.. 